# هفت کشور در حال ظهور
هفت کشور در حال ظهور (E7) شامل برزیل، هند، اندونزی، مکزیک، ترکیه، روسیه و چین است که به دلیل ویژگی درحال ظهور بودن در یک گروه‌بندی قرار گرفته‌اند. در سال ۲۰۰۶، دو تن از اقتصاددانان شرکت پرایس واتر هاوس کوپرز به نام‌های جان هاکس ورث و گوردن کوک سون اصطلاح کشورهای در حال ظهور را ساختند.
رشد کشورهای ای۷ در مقایسه با اندازه آن در مقایسه با گروه هفت کشور که بسیاری از بزرگترین اقتصادهای جهان را در قرن بیستم تشکیل داده‌است، مشخص شده‌است. در سال ۲۰۱۱، پیش‌بینی می‌شد که ای۷ نسبت به کشورهای گروه هفت تا سال ۲۰۲۰، اقتصادهای بزرگتری داشته باشند. در سال ۲۰۱۴، هفت کشور در حال ظهور بر اساس نرخ برابری قدرت خرید از هفت کشور صنعتی پیشی گرفتند. در سال ۲۰۱۶، پیشبینی دیگری برآورد کرد که اقتصادهای ای۷ در سال ۲۰۳۰، بزرگتر از جی۷ خواهد بود. شرکت پرایس واتر هاوس کوپرز پیش‌بینی کرده‌است که ای۷ تا سال ۲۰۵۰ می‌تواند در نرخ برابری قدرت خرید ۷۵٪ بزرگتر از جی۷ باشد.

## جداول

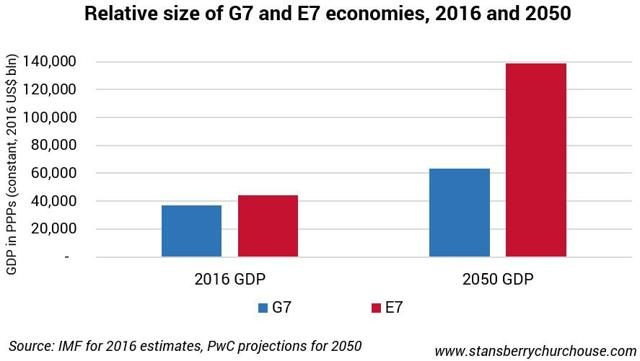
مقایسه نرخ برابری قدرت خرید هفت کشور در حال ظهور با هفت کشور صنعتی

### مقایسه نرخ برابری قدرت خرید کشورهای ای۷ با جی۷
در سال ۱۹۹۵، هفت کشور در حال ظهور فقط نیمی از اندازه گروه هفت کشور صنعتی را بر اساس تولید ناخالص داخلی و نرخ برابری قدرت خرید را تشکیل می‌دادند اما این روند با مرور زمان دچار تغییراتی شده‌است.

### مقایسه تولید ناخالص داخلی کشورهای ای۷ با جی۷
در سال ۲۰۱۰ میزان تولید ناخالص ملی هفت کشور صنعتی فقط ۳۳٪ بیشتر از هفت کشور درحال ظهور بود این در حالی است که سال ۲۰۰۹ این رقم ۴۴٪ بوده‌است. در سال ۲۰۱۱ میزان اختلاف به رقم ۳۰٪ کاهش یافت.

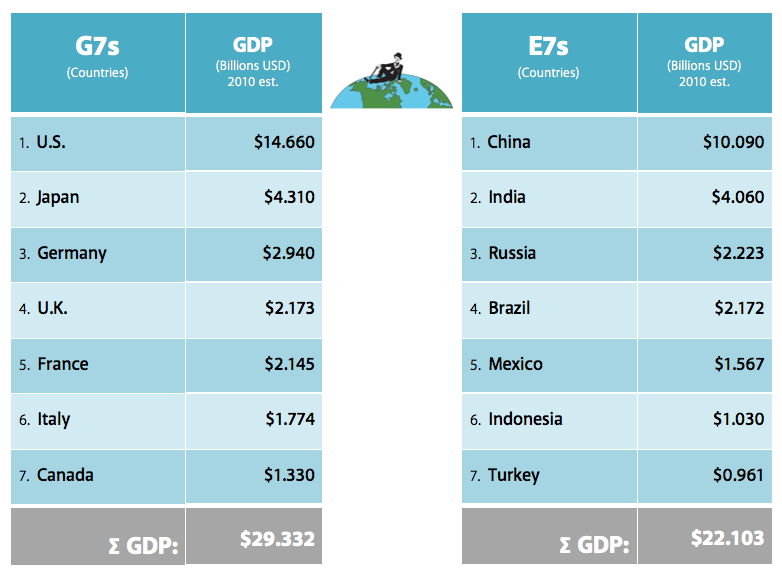
مقایسه تولید ناخالص داخلی هفت کشور در حال ظهور با هفت کشور صنعتی

با توجه به برنامه‌های از پیش تعیین شده برای هفت کشور در حال ظهور میزان رشد سالانه آن‌ها برای مدت ۳۴ سال می‌بایست ۳٫۵٪ باشد و این در حالیست که میزان رشد سالانه هفت کشور صنعتی ۱٫۶٪ است. در نتیجه تا سال ۲۰۵۰، کشورهای ای۷ نیمی از تولید ناخالص داخلی دنیا را به خود اختصاص خواهند داد و این در حالیست که ممکن است، سهم کشورهای جی۷ به ۲۰٪ کاهش یابد.

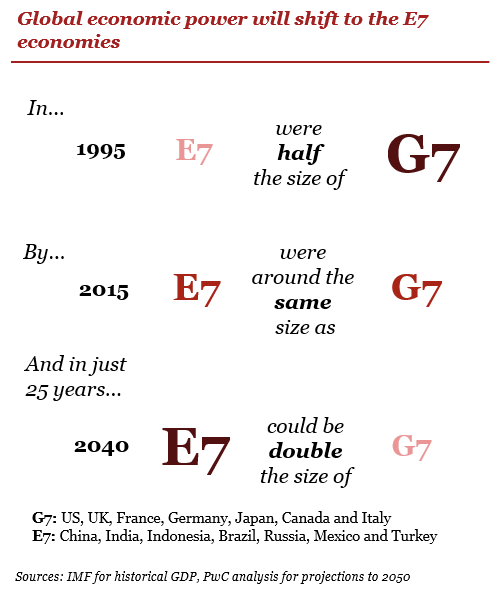
تغییر میزان تولید ناخالص ملی کشورها